# Celebrate the Nun
Celebrate the Nun est un groupe de synthpop et new beat allemand, originaire de Hanovre. Il est formé en 1987 par H.P. Baxxter (chant), Rick J. Jordan (synthétiseur), Britt Maxime (batterie électronique) et Slin Tompson (synthétiseur, batterie).

## Biographie

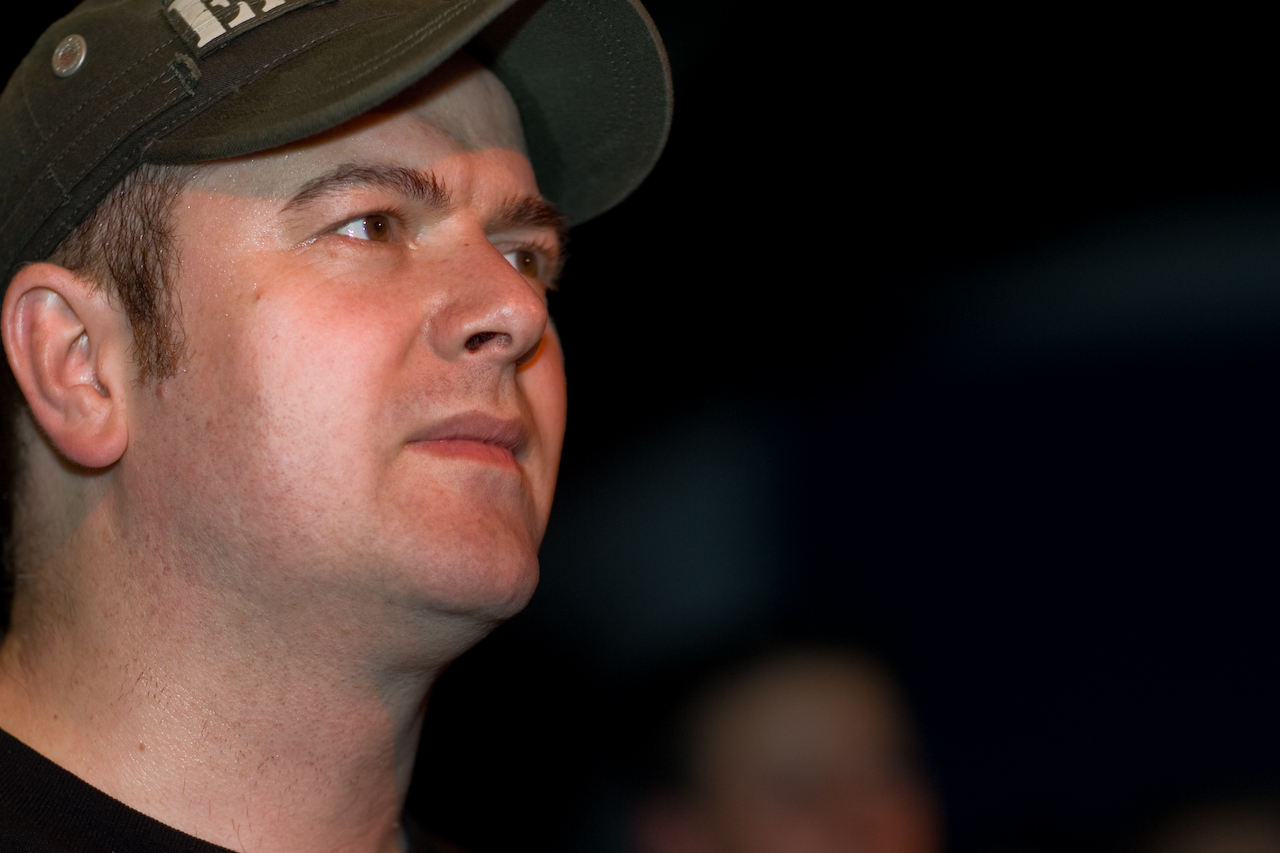
Rick J. Jordan.

Leur premier single, Ordinary Town, est publié en mars 1988. Après cela il y eut quelques singles comme She's a Secretary, Will You Be There?, et un album chez EMI. Avec le 45 tours Will You Be There ils parviennent à la 5e place des classements Billboard Club-Charts, aux États-Unis. Ils réussirent à vendre 30 000 CD rien qu'aux États-Unis. Le premier album portait le titre Meanwhile. 
En 1990, Slin Tompson quitte le groupe pour se tourner vers d'autres projets telle que le groupe Psyche. H.P. Baxxter, Britt Maxime et Rick J. Jordan produisent encore un deuxième album (Continuous) et ainsi que deux single (Patience et You Make Me Wonder), avant d'arrêter le groupe. H.P. Baxxter et Rick J. Jordan restent en contact et peu de temps après ils créent avec Jens Thele (leur futur manager) et Ferris Bueller un groupe spécialisé dans les remix The Loop!.
Celebrate the Nun se sépare en octobre 1991. En novembre 1993, H.P. Baxxter et Rick J. Jordan fondent Scooter.
Les albums de Celebrate the Nun sont encore beaucoup demandés dans des pays tels que l'Afrique du Sud et la Scandinavie alors que depuis 1993 plus rien n'est disponible. En 2004, leur premier album, Meanwhile, est réédité en Allemagne.

## Membres
- H.P. Baxxter - chant
- Rick J. Jordan - synthétiseur, chant
- Britt Maxime - batterie électronique, chant
- Slin Tompson - synthétiseur, batterie

## Discographie

### 45 tours
- 1988 : Ordinary Town (45 tours, 33 tours, CD maxi)
- 1989 : Will You Be There (45 tours, 33 tours, CD maxi)
- 1990 : She’s a Secretary (45 tours, 33 tours, CD maxi)
- 1991 : Patience (45 tours, 33 tours, CD maxi)
- 1991 : You Make Me Wonder (45 tours, 33 tours, CD maxi)
- 2002 : Arthur Have You Eaten All the Ginger-Biscuits (CD maxi de Celebrate the None)

### 33 tours
- 1990 : Meanwhile (33 tours, CD)
- 1991 : Continuous (33 tours, CD)